# Instituto Médico Valenciano
El Instituto Médico Valenciano es una institución médica científica de la ciudad de Valencia fundada en 1841.
En el año 1841 el médico Luis Bertrán Besante hizo un llamamiento a sus colegas de la médicos y farmacéuticos para la creación de una asociación profesional, con los objetivos de favorecer la unión profesional y la defensa de sus intereses, y fomentar el estudio y progreso de la medicina. Así nacía el Instituto Médico Valenciano, que se inaugura en el paraninfo de la Universidad de Valencia el 31 de marzo de ese año.
Para su labor fueron los instrumentos fundamentales las sesiones científicas y los grupos de trabajo, así como la publicación del Boletín del Instituto Médico Valenciano.
Desde su primera sede de la calle de las Monjas 1, ha ido pasando por diferentes ubicaciones. Ahora se encuentra domiciliado en el edificio del Colegio Oficial de Médicos de Valencia.
El Instituto estuvo funcionando, con mayor o menor fuerza, hasta la Guerra Civil. Sin embargo en 1976 un grupo de médicos retoma su labor a través de conferencias, mesas redondas, publicaciones, becas y premios científicos.

## Presidentes 1841-1900
- Joaquín Casañ Riglá (1842-1844) y (1863-1868)
- Juan Bautista Peset y Vidal (1869-1874)
- Francisco Navarro Rodrigo (1875-1878)
- Nicolás Ferrer y Julve (1879-1880)
- Enrique Ferrer Viñerta (1883-1884)
- Julio Magraner y Marinas (1884-1888)
- Constantino Gómez Reig (1889-1890)
- José María Machí Burguete (1891-1892)
- Pedro Lechón Moya (1895-1896)
- Peregrín Casanova Ciurana (1897-1900)